# 1840 a vasúti közlekedésben
Ez a szócikk a 1840-ben történt vasúti eseményeket mutatja be.

## Események a világban

### Március
- Március 9. - A Wilmington and Raleigh Railroad befejezi a Wilmington és Weldon közötti vasúti pályát. A 161,5 mérföld (260 km) hosszú vasútvonal a leghosszabb pálya abban az időben.[1]

### Május
- Május 11. - A London and South Western Railway megnyitja az eredeti fővonalát Angliában.[2]

### Augusztus
- Augusztus 12. – A Glasgow, Paisley, Kilmarnock and Ayr Railway megnyitotta Glasgow Bridge Street vasútállomás és Ayr között a vasútvonalat, ez az első inter-urban vasútvonal Skóciában.
- Augusztus 17. – Megépült az első vasútvonal Olaszországban, a vonal a Milánó–Monza-vasútvonal volt.

### December
- December 21. - Elkészült a Manchester and Birmingham Railway tégla-viaduktja a Stockport Viaduct.[3] Ez az egyik legnagyobb téglaépítmény Európában.